# Chena
Chena – rzeka w Stanach Zjednoczonych na Alasce. Ma długość 160 km i wypływa z gór White Mountains i wpada do rzeki Tanana w okolicach miasta Fairbanks. Rzeka jest obszarem w której dochodzi do tarła czawyczy.

Panorama rzeki